# Free Spirit
Bonnie Tyler 1995-ös albuma, melyen egyik legsikeresebb balladája, a Jim Steinman által komponált Making Love out of Nothing at All című dal is hallható valamint a Scorpions együttes You’re the One című slágerének feldolgozása. A 90-es évek legnagyszerűbb popzenei producerei segédkeztek az album létrehozásában. A Free Spirit Bonnie Tyler egy legkifinomultabb, egyik legminőségibb kiadványa.

## Az albumról
Miután véget ért Bonnie Tyler BMG-vel való szerződése, a Warner Musicnál szerződött le 2 album erejéig. Az első lemezt már 1995-ben kiadták, Free Spirit címmel. Teljesen új zenei világgal. Az erősebb rockzenei elemek helyett lágyabb dallamok és balladák hallhatók a lemezen. A produceri gárda nagyon vegyes. Az egyik fő producer maga Jim Steinman aki több mint 10 év után ismét együtt dolgozott Bonnieval. Jim két régi slágerét dolgozta át Tyler számára. Rögtön az első kislemez a Making Love out of Nothing at All ballada, melyben az ária vokált Bonnie édesanyja énekli. a közel nyolc perces dal szinte a Total Eclipse Of The Heart szépségét is felülmúlja. Hatalmas siker lett. A másik Steinman szerzemény, a Two Out Of Three Ain't Bad, amit még 1977-ben Meat Loaf énekelt. Most ennek a dalnak a remix verziója került fel 9 percben a korongra, természetesen Steinman mixelésében.
További neves producerek, zeneszerzők és szövegírók is dolgoztak a lemez elkészítésén, mint például Andy Hill, aki Celine Dion, David Foster, aki Whitney Houston és Michael Jackson valamint Chris Neal, aki szintén Celine Dion albumainál segédkezett.
Producer volt még a lemeznél Stuart Emerson is, aki szintén dolgozott Meat Loaf mellett feleségével, Lorraine Crosby-val. Stuart írta többek között a Driving Me Wild és a Sexual Device és annak remix verzióját is kissé metálosabb, rockosabb stílussal. A Forget Her ismét egy német sorozat főcímdala lesz. Egy hihetetlenül csodálatos album született meg, melyet nagy turnéval mutattak be a közönségnek.
1996 az olimpia éve volt. Bonnie Tyler is énekelt egy dalt az olimpiára Limelight címmel a német ZDF Televíziónak köszönhetően, ezért 1996-ban ismét kiadták a Free Spiritet bónuszként az olimpiai dal remix verziójával.

## Promóció
A németországi EastWest kiadó, a Warner Music leányvállalata egy nagyon intenzív, Németországra és Svájcra kiterjedő 5 hónapos promóciós reklámtevékenység kíséretében jelentette meg a Free Spirit albumot. Az első fázisban Németországban Valamennyi rádióállomás reklámozta az albumot október 2-től október 13-ig illetve minden adó kapott promóciós kislemezeket a rádiós játszáshoz. Októberben és Novemberben többek között az Audio, Freundin, Bild am Sonntag, Maxi, Das Neue című újságokban jelent meg hirdetés. A televízióban a Making Love Out of Nothing at All videóklipet a VIVA, VIVA2, VH1, és az MTV is sugározta, valamint Bonnie TV show műsorokban mutatta be aktuális kislemezét. Októberben és novemberben aktív reklámplakát és szórólapok hirdették az új albumot. Az zenei üzletekben országszerte belső dekorációk, óriásplakátok jelentek meg. Bonnie Tyler 1996-ban januárban és februárban egy Németországra kiterjedő koncertsorozatot adott. A turnét plakátok és épületek falaira kifeszített óriástranszparensek hirdették. A második fázisban decemberben és januárban Németország szerte rádióreklámokat sugároztak.
Svájcban a televízióban a Making Love című videóklipet elsőként a DRS csatorna, Megahertz című műsorban vetítették először. A rádióban és a nyomtatott sajtótermékekben hirdették az új lemezt, míg az üzletekben szintén reklámdekorációval és óriásplakátokkal hirdették a Free Spirit lemezt.
| Promóció     | Szeptember 1995 | Október 1995 | November 1995 | December 1995 | Január 1996 |
| Rádió        |                 |              |               |               |             |
| Televízió    |                 |              |               |               |             |
| Sajtó        |                 |              |               |               |             |
| Hirdetés     |                 |              |               |               |             |
| Kereskedelem |                 |              |               |               |             |

## Kiadások
Az első kiadás 1995 októberében jelent meg. Az első nyomás után egy második nyomás került a forgalomba, bár a katalógus számuk megegyezik, mégis a belső szövegkönyvben vannak eltérések. Nem sokkal később alacsonyabb példányszámban forgalomba került egy utángyártott kiadás, amely silányabb minőségűre sikeredett és már szövegkönyvet sem tartalmazott. Az amerikai kiadás a Warner Music amerikai leányvállalata, az Atlantic Records gondozásában jelent meg. A 6 oldalas booklet nem tartalmazta a dalszövegeket, csak a dalok listáját, köszönetnyilvánítást illetve két exkluzív fényképet. Az 1996-os újra-kiadás a bónusz olimpiai dallal csak Németországban jelent meg. Ismét egy újfajta, 16 oldalas szövegkönyvvel, képekkel. A legigényesebb kiadás az 1997-ben kiadott japán verzió, amelyhez a 16 oldalas szövegkönyvön kívül tartozott egy 8 oldalas japán nyelvű életrajz illetve a dalok japán nyelvű szövege valamint 'OBI strip'.
| Év   | Cím         | Kiadó            | Katalógus     | Ország      | Extra                                        |
| ---- | ----------- | ---------------- | ------------- | ----------- | -------------------------------------------- |
| 1995 | Free Spirit | EastWest Records | 06-30-12108-2 | Európa      | 16 oldalas szövegkönyv                       |
| 1995 | Free Spirit | EastWest Records | 06-30-12108-2 | Európa      | 2 lapos borító                               |
| 1995 | Free Spirit | Atlantic Records | 82854-2       | USA         | 6 oldalas borítófüzet                        |
| 1996 | Free Spirit | EastWest Records | 0630-15271-2  | Németország | Bónusz olimpiai dal + 16 oldalas szövegkönyv |
| 1997 | Free Spirit | EastWest Japan   | AMCE-898      | Távol-kelet | 16+8 oldalas szövegkönyv és OBI              |

## Turné
Bonnie Tyler egy nagyszabású koncertkörúttal mutatta be új albumát, amely egész Németországra kiterjedt. A legnagyobb városok, legimpozánsabb épületeiben lépett fel együttesével élőben.

## Kritika
Allmusic.com Bonnie Tyler Free Spirit című albumának európai és amerikai megjelenése megtörte a csendet és a kilencvenes évek közepén visszatért a reflektorfénybe, bár a nemzetközi megjelenések nem mindenhol voltak kellőképpen megszervezve. Ez az egyedülálló, rekedt és füstös hang, amely a női Rod Stewartra hasonlítják, ismét bebizonyította, hogy érdemes az éneklésre. Több dal átlagosnak mondható a lemezen, azonban akadnak gyöngyszemek amelyekre sajnos nem került elég figyelem. Itt van például a Making Love Out Of Nothing At All, amit az Air Supply együttes 1983-ban már sikerre vitt, azonban ez a verzió maga a döbbenet közel 8 percben. Az első single (ami szinte meg sem jelent a lemezkiadó hibájából) a korábbi Meat Loaf ballada, a Two out of Three ain't Bad, amit Steinman kilenc percesre újrakevert dance stílusban. Középkategóriás dal a Time Mends A Broken Heart és a kellemes What You Got. Egy igazi szenvedélyes ballada az All Night To Know You és két borzalmas alkotás a Sexual Device és a Driving Me Wild, ami a nyolcvanas évek metal stílusát eleveníti fel. Ennek ellenére az album bővelkedik a remekbe szabott, igényes dalokban, tündököl és szabad szellemmé válik.
Amazon.com  Egy kiváló CD fantasztikus dalokkal, mint a Limelight, vagy a Making Love Out Of Nothing At All, amely könnyre fakasztja és megnyugtatja az embert, mert annyira szép és a legjobban felénekelt Tyler dal. És itt van a Bridge over Troubled Water című Paul Simon feldolgozás, ami szintén csodálatosra sikeredett, Bonnie apait-anyait beleadott a hangjába és szinte hihetetlen hogy az amerikai és európai toplisták első helyeire nem került fel, nagyrészt a lemezkiadó hibájából de ez a szégyen legyen az East West Records számlájára írva. A Sexual Device című daltól eltekintve valamennyi felvétel tökéletes elejétől a végéig. A Free Spirit minden igényes Bonnie Tyler rajongónak alapkövetelmény.

## Promóciós reklámszöveg
Free Spirit - az új gyöngyszem a popalbumok piacán melyen a világ legjobb producerei dolgoztak hogy elkészülhessen Bonnie Tyler első albuma a németországi EastWest lemezkiadó gondozásában. A Free Spirit világszerte megjelent. Jim Steinman (Meat Loaf); David Foster (Whitney Houston, Michael Jackson); Andy Hill (Celine Dion Think Twice című megaslágerének szerzője) és Cris Neal (Celine Dion) producerek közreműködésével a legjobb pop és rockslágerek szerzői segítettek Bonnie Tylernek. A siker egy fantasztikus slágerrel kezdődik, a Making Love Out Of Nothing At All. Ez a monumentális zenei alkotás, ez a dinamikus rockballada, amely illik Bonnie Tyler karakteres hangjához, amellyel meghódította a világot és legendássá teszi ezt az albumot is.

## Dalok

### Promóciós CD 1995
| # | Dalcím                                                        | Zeneszerző                   | Producer         | Hossz |
| - | ------------------------------------------------------------- | ---------------------------- | ---------------- | ----- |
| 1 | Nothing To Do With Love                                       | Frankie Miller               | Stephen Power    | 4:53  |
| 2 | You’re the One                                                | Klaus Meine; Rudolf Schenker | Humbero Gatica   | 3:59  |
| 3 | Making Love out of Nothing at All (Midget Plus Radio Version) | Jim Steinman                 | Jim Steinman     | 4:14  |
| 4 | Given it All                                                  | Andy Hill; Alan Darby        | Andy Hill        | 5:44  |
| 5 | What You Got                                                  | J. L. Williams               | Christopher Neil | 5:32  |
| 6 | Bridge Over Troubled Water                                    | Paul Simon                   | Christopher Neil | 4:59  |

### Nagylemez 1995/1996
| #     | Dalcím                            | Zeneszerző                          | Producer         | Hossz |
| ----- | --------------------------------- | ----------------------------------- | ---------------- | ----- |
| 1*    | Limelight (Overture Mix) *        | Alan Parson; Eric Wolfson           | Stephen Power    | 5:12  |
| 1     | Nothing To Do With love           | Frankie Miller; Jerry Lynn Williams | Humbero Gatica   | 4:53  |
| 2     | You’re the One                    | Klaus Meine; Rudolf Schenker        | Humberto Gatica  | 3:59  |
| 3     | Making Love out of Nothing at All | Jim Steinman                        | Jim Steinman     | 7:52  |
| 4     | Given It All                      | Andy Hill; Alan Darby               | Andy Hill        | 5:44  |
| 5     | What You Got                      | Jerry Lynn Williams                 | Christopher Neil | 5:32  |
| 6     | Bridge Over Troubled Water        | Paul Simon                          | David Foster     | 4:59  |
| 7     | Time Mends A Broken Heart         | Jeff Lynne; Kiki Dee                | Christopher Neil | 3:30  |
| 8     | Driving Me Wild                   | Stuart Emerson                      | Stuart Emerson   | 5:12  |
| 9     | Sexual Device                     | Stuart Emerson                      | Stuart Emerson   | 4:10  |
| 10    | Make It Right Tonight             | Andy Hill                           | Andy Hill        | 4:08  |
| 11    | All Night To Know You             | Stuart Merson                       | Stuart Emerson   | 5:40  |
| 12    | Forget Her                        | Paul Millns                         | Christopher Neil | 4:13  |
| 13    | Two Out of Three Ain’t Bad        | Jim Steinman                        | Jim Steinman     | 8:45  |
| 14 ** | Sexual Device (The Vari Mix) **   | Stuart Emerson                      | Stuart Emerson   | 5:00  |

(* 1996-os kiadás bónusz felvétele; -** Csak az 1995-ös kiadáson szerepel)

## A produkció

### Zenészek
- ének: Bonnie Tyler
- gitár: Stuart Emerson, Michael Thompson, Alan Darby, Clem Clempson, Eddie Martinez, Andy Hill
- billentyűk: Stuart Emerson, Andy Hill, David Foster, Jeff Bova
- basszusgitár: Stuart Emerson, Andy Hill, Chucho Merchan
- dobok: Stuart Emerson, Graham Broad, Gary Wallis
- zongora: Simon Brooks
- elektromos zongora: Paul Millny
- hammond orgona: Steve Pigott
- ütőhangszerek: Gary Wallis
- Synclavier: Simon Franglen

### Producerek, közreműködők
- írók: Jim Steinman, Andy Hill, Jeff Lynne, Kiki Dee, Stuart Emerson, Paul Simon Humerto Gatica, Alan Parson
- vezető producerek: Andy Hill, Simon Franglen, Humberto Gatica
- társproducerek: Jim Steinman, Stuart Emerson, David Foster
- szervezők: Jim Steinman; Jeff Bova
- Jim Steinman asszisztense: Charles Vasoll
- mix: Phil Bodger (Nucleus Tonstudio, Berlin); Humberto Gatica (The Record PLant, Los Angeles; Tony Phillips (The Hit Factory New York); Stuart Emerson (Emersong Studio)
- produkciós koordinátor: Steven Rinkoff
- szerkesztő, Steven Rinkoff
- rendező asszisztens: Scott Austin, Tony Black, Ossie Blow, Giles Twigg
- vokál: Gene Miller, David Morgan, Eric Troyer, Kasim Sultan, Glen Burtnik, Chris Thompson, Miriam Stockley, Yvonne Williams, Lorraine Crosby \"Mrs Loud\", Alan Carvell, Christopher Neil, Fonzi Thornton, Curtis King, Robin Clark, Tawatha Agee
- Management: David Aspden
- design: Mainartery London
- fotók: Paul Cox
- koncertképek: Dagmar Wildmann
- smink: Gillian Shepard
- Stylis: Pam Trigg

### Stúdiók
- Nucleus Tonstudio, Berlin, Németország
- Compass Point Studio; Nassau, Bahama szk.
- The Hit Factory; New York, USA
- Comforts Place; Surrey, Anglia
- Sarm Hook End Studios; Oxfortshire; Anglia
- Emersong Studio

## Kislemezek

### Making Love out of Nothing at all
- Németország

| # | Dalcím                                             | Zeneszerző     | Producer       | Hossz |
| - | -------------------------------------------------- | -------------- | -------------- | ----- |
| 1 | Making Love out of Nothing at all (Schnauzer Plus) | Jim Steinman   | Jim Steinman   | 4:38  |
| 2 | Driving Me Wild                                    | Stuart Emerson | Stuart Emerson | 5:15  |
| 3 | Making Love out of Nothing at all (Rescue Edit)    | Jim Steinman   | Jim Steinman   | 5:24  |

- Németország; Nagy Britannia

| # | Dalcím                                                        | Zeneszerző     | Producer       | Hossz |
| - | ------------------------------------------------------------- | -------------- | -------------- | ----- |
| 1 | Making Love out of Nothing at all (Midget Plus Radio Version) | Jim Steinman   | Jim Steinman   | 4:14  |
| 2 | Driving Me Wild                                               | Stuart Emerson | Stuart Emerson | 5:15  |
| 3 | Making Love out of Nothing at all (Long Version)              | Jim Steinman   | Jim Steinman   | 5:24  |

- Németország; Nagy Britannia; USA

| # | Dalcím                                             | Zeneszerző   | Producer     | Hossz |
| - | -------------------------------------------------- | ------------ | ------------ | ----- |
| 1 | Making Love out of Nothing at all (Radio Version)  | Jim Steinman | Jim Steinman | 4:17  |
| 2 | Making Love out of Nothing at all (Schnauzer Plus) | Jim Steinman | Jim Steinman | 4:38  |
| 3 | Making Love out of Nothing at all (Rescue Edit)    | Jim Steinman | Jim Steinman | 5:24  |

### You’re The One
| # | Dalcím         | Zeneszerző          | Producer        | Hossz |
| - | -------------- | ------------------- | --------------- | ----- |
| 1 | You’re The One | Klaus Meine         | Humberto Gatica | 3:59  |
| 2 | Sexual Device  | Stuart Emerson      | Stuart Emerson  | 4:00  |
| 3 | What You Got   | Jerry Lynn Williams | Andy Hill       | 5:32  |

### Two Out of Three ain’t Bad
- Európa

| # | Dalcím                                     | Zeneszerző   | Producer     | Hossz |
| - | ------------------------------------------ | ------------ | ------------ | ----- |
| 1 | Two Out of Three ain’t Bad (Radio Version) | Jim Steinman | Jim Steinman | 3:59  |
| 2 | Two Out of Three ain’t Bad (Album Version) | Jim Steinman | Jim Steinman | 8:45  |
| 3 | Two Out of Three ain’t Bad (Kobe Edit)     | Jim Steinman | Jim Steinman | 4:35  |

### Two Out of Three ain’t Bad ’12 (Ralphi Rosario Remixes)
- USA

| #   | Dalcím                                                | Zeneszerző   | Producer     | Mix            | Hossz |
| --- | ----------------------------------------------------- | ------------ | ------------ | -------------- | ----- |
| 1/A | Two Out of Three ain’t Bad (Radio Version)            | Jim Steinman | Jim Steinman | Jim Steinman   | 4:35  |
| 2/A | Two Out of Three ain’t Bad (Ralphi's Cha Cha Dub Mix) | Jim Steinman | Jim Steinman | Ralphi Rosario | 4:20  |
| 3/A | Two Out of Three ain’t Bad (Ralphi’s Soft Dub Mix)    | Jim Steinman | Jim Steinman | Ralphi Rosario | 5:40  |
| 1/B | Two Out of Three ain’t Bad (Ralphi's Extended Vox)    | Jim Steinman | Jim Steinman | Ralphi Rosario | 7:11  |
| 2/B | Two Out of Three ain’t Bad (Ralphi’s Tribal Beats)    | Jim Steinman | Jim Steinman | Ralphi Rosario | 6:03  |

### Limelight
- Németország

| # | Dalcím                    | Zeneszerző  | Producer    | Hossz |
| - | ------------------------- | ----------- | ----------- | ----- |
| 1 | Limelight (Album Version) | Alan Parson | Alan Parson | 4:06  |
| 2 | Limelight (Overture Mix)  | Alan Parson | Alan Parson | 5:15  |
| 3 | Georgia On My Mind (4WD)  |             |             | 4:00  |

## Videóklip
- Limelight LIVE[halott link]
- Making Love Out Of Nothing At All
- Limelight promo video[halott link]
- Bridge Over Troubled Water LIVE

## Toplistás helyezés
| Free Spirit | Legjobb helyezés |
| ----------- | ---------------- |
| Norvégia    | 22               |
| Svájc       | 39               |
| Ausztria    | 43               |

| Making Love     | Legjobb helyezés |
| --------------- | ---------------- |
| Belgium         | 2                |
| Hollandia       | 17               |
| UK              | 45               |
| Limelight       | Legjobb helyezés |
| Németország     | 76               |
| You Are The One | Legjobb helyezés |
| Németország     | 99               |